# Synagoge (Gröbzig)

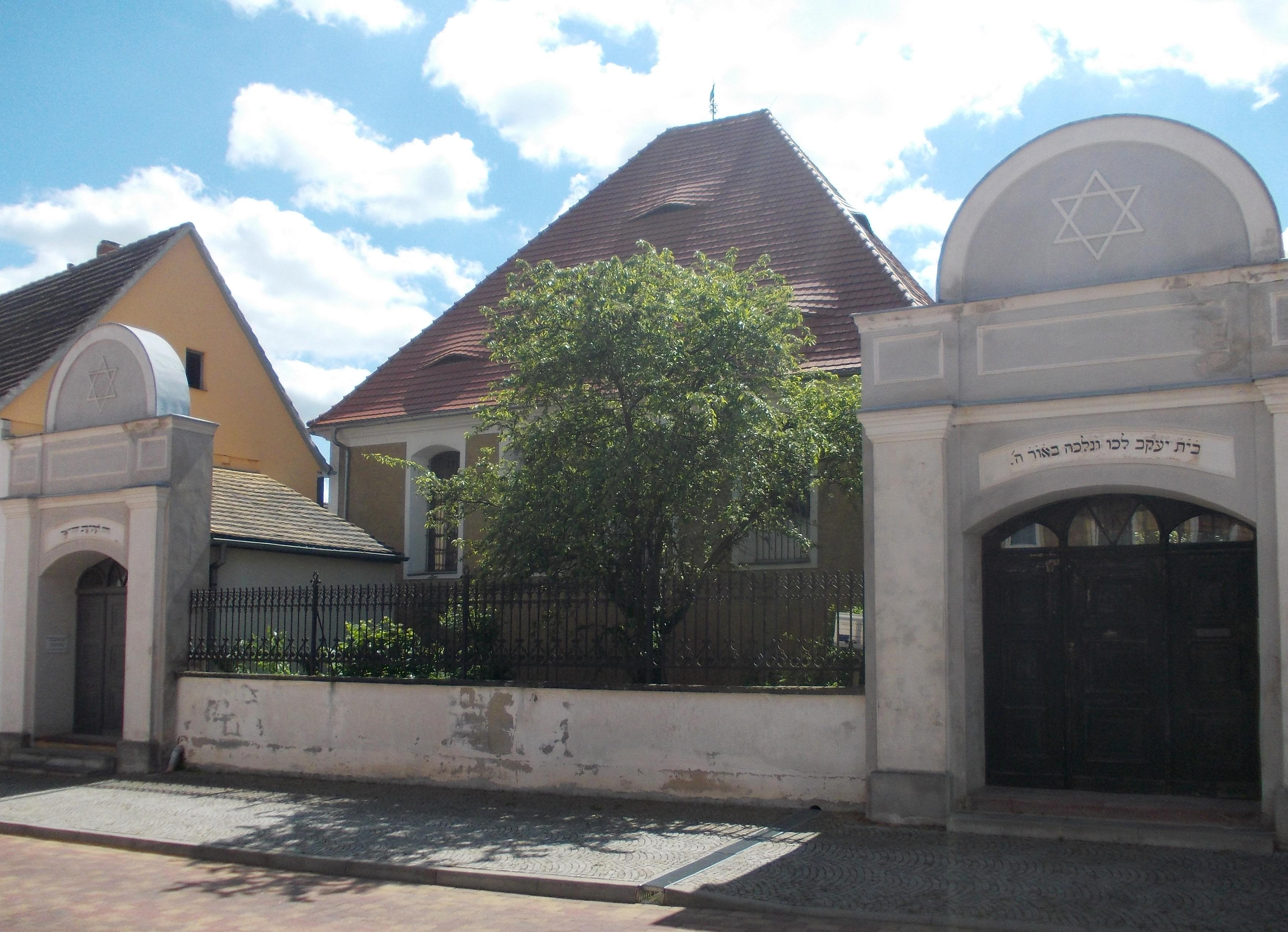
Synagoge in Gröbzig

Die Synagoge Gröbzig ist eine ehemalige Synagoge und heutiges Museum in Gröbzig, einem Ort im Landkreis Anhalt-Bitterfeld in Sachsen-Anhalt.

## Geschichte
In Gröbzig gab es nachweislich ab Anfang des 18. Jahrhunderts eine aktive jüdische Gemeinde. In der zweiten Hälfte des 18. Jahrhunderts begann man im Ort mit dem Bau der Synagoge. Um etwa 1809 bis 1811 wurde der ursprünglich bereits 1670 angelegte Friedhof an der Synagoge erweitert. 1832 folgte das Gemeindehaus, welches auch als Alte Judenschule bekannt und bis 1858 genutzt wurde. Bereits 1842 wurde die Schule aufgelöst, da alle Schulen zur allgemeinbildenden Stadtschule vereinigt wurden. 1858 wurde die Synagoge weiter umgebaut. So wurde von der Frauenempore aus ein Zugang geschaffen und das Gitter zum Hauptgebetsraum beseitigt. Zudem erhielt die Synagoge eine neue Kanzel und neue Bänke. Die alte Judenschule fiel noch im gleichen Jahr dem Abriss und dem Neubau der Remise zum Opfer. An anderer Stelle wurde eine neue Schule gebaut.
Ab 1871 verringerte sich die Mitgliederzahl der jüdischen Gemeinde vor Ort stark, weshalb 1934 die Synagoge der Stadt zur musealen Nutzung übergeben wurde. Sie brachte im Gebäude die heimatgeschichtliche Sammlung unter. Man vermutet, diese Nutzung habe die Anlage vor der Zerstörung zur Reichspogromnacht 1938 durch die Nationalsozialisten geschützt. Die verbliebenen Mitglieder der jüdischen Gemeinde konnte dies aber nicht vor der zwischen 1938 und 1940 durchgeführten Deportation schützen.
Zu den Zeiten der DDR veränderte man die Optik des Gebäudes sehr. So erhielt es einen glatten Putz und weiße Wände. Auch die Ausmalungen aus dem Jahre 1858 wurden übermalt. Erst 1984 begann man mit der Restaurierung und der Rückführung in den alten Zustand. Die Neueröffnung als Museum Synagoge Gröbzig Ausstellung Gröbziger Heimathistorie und jüdischer Geschichte erfolgte am 3. November 1988. Seit 1996 gehört die Synagoge zum Museum jüdischer Kulturgeschichte des mitteldeutschen Raumes.
Das Museum ist aufgrund von Erneuerungsmaßnahmen und der Entstehung einer neuen Dauerausstellung seit 2019 geschlossen. Die Neueröffnung ist für das Ende 2024 geplant.
Das Gebäudeensemble ist heute unter der Erfassungsnummer 094 09378 als Kulturdenkmal eingetragen.